# 真辺将之
真辺 将之（まなべ まさゆき、1973年（昭和48年）11月22日 - ）は、日本の歴史学者。早稲田大学文学学術院教授。専門は日本近現代史。博士（文学）。

## 人物
1973年11月22日、栃木県宇都宮市に生まれ、千葉県千葉市美浜区にて育つ。1996年、早稲田大学政治経済学部卒業。1998年、早稲田大学大学院文学研究科史学（日本史）専攻修士課程修了。2003年、早稲田大学大学院文学研究科史学（日本史）専攻博士後期課程満期退学。大学院では安在邦夫に師事。また鹿野政直、由井正臣、大日方純夫、鶴見太郎の指導を受ける。2009年、博士論文「西村茂樹研究 明治啓蒙思想と国民道徳論」にて博士（文学）の学位を取得。
2003年、日本学術振興会特別研究員。2009年、早稲田大学大学史資料センター助手。2011年、早稲田大学文学学術院准教授（2016年より教授）。また2010年より2015年まで跡見学園女子大学兼任講師を務める。
研究テーマは「日本近代国家形成期における「欧化」と「反欧化」」「近現代日本における政党認識」「近現代日本の高等教育と学風形成」「大隈重信研究」「渡辺幾治郎・深谷博治の明治史研究および旧蔵史料の研究」「近現代日本の動物と人間」など多岐にわたる。

## 著書

### 単著
- 『西村茂樹研究 明治啓蒙思想と国民道徳論』思文閣出版、2009年12月。ISBN 9784784214914。
- 『東京専門学校の研究 「学問の独立」の具体相と「早稲田憲法草案」』早稲田大学出版部〈早稲田大学学術叢書 2〉、2010年1月。ISBN 9784657101013。
- 『大隈重信 民意と統治の相克』中央公論新社〈中公叢書〉、2017年2月。ISBN 9784120049392。
- 『猫が歩いた近現代　化け猫が家族になるまで』吉川弘文館、2021年6月。ISBN 9784642083980。

### 共編著
- 安在邦夫、真辺将之、荒船俊太郎『近代日本の政党と社会』日本経済評論社、2009年11月。ISBN 9784818820692。
- 安在邦夫、真辺将之、荒船俊太郎『明治期の天皇と宮廷』梓出版社、2016年2月。ISBN 9784872621136。

### 執筆等
- 「高田早苗年譜・高田早苗著作目録・高田早苗研究文献・関係資料目録」『高田早苗の総合的研究』早稲田大学大学史資料センター、2002年10月。ISBN 9784990136505。
- 小林和幸編 編「明治一四年の政変」『明治史講義 テーマ篇』吉川弘文館、2018年3月。ISBN 9784480071316。
- 中野目徹編 編「第4講 学校 東京専門学校と「早稲田精神」」『近代日本の思想をさぐる 研究のための15の視角』吉川弘文館、2018年12月。ISBN 9784642008327。
- 小林和幸編著 編「思想史研究」『明治史研究の最前線』筑摩書房〈筑摩選書〉、2020年1月。ISBN 9784480016935。

## 論文
- 「議会開設後における保守党中正派の言論活動（日本史学部会）」『史観』第144号、早稲田大学史学会、2001年3月、122-123頁、NAID 110002534033。
- 「日本（近現代） 八 思想・文化 1」『史学雑誌』第113巻第5号、史学会、2004年5月、766-770頁、doi:10.24471/shigaku.113.5_766、NAID 110007163450。
- 「明治期「旧藩士」の意識と社会的結合 ―旧下総佐倉藩士を中心に―」『史学雑誌』第114巻第1号、史学会、2005年1月、69-94頁、doi:10.24471/shigaku.114.1_69、NAID 110002366253。
- 「早稲田で歴史を学ぶこと」『史観』第161巻、早稲田大学史学会、2009年9月、125-127頁、NAID 110007357793。
- 「『大隈侯八十五年史』編纂過程とその特質」『早稲田大学大学院文学研究科紀要』第57巻、早稲田大学大学院文学研究科、2012年2月、17-32頁、NAID 40019241663。
- 「二〇一〇年度秋季企画展 「早稲田四尊生誕一五〇周年記念高田早苗展」」『早稲田大学史記要』第43巻、早稲田大学大学史資料センター、2012年2月、167-189頁、NAID 40019217152。
- 「大隈重信の文明運動と人生一二五歳説」『早稲田大学史記要』第44巻、早稲田大学大学史資料センター、2013年2月、37-69頁、NAID 120005260776。
- 「趣旨と経過」『史観』第169号、早稲田大学史学会、2013年9月、89-90頁、NAID 110009660373。
- 「黒田清隆は謝罪したか ―一八八八年大隈重信外相就任に関する『大隈侯八十五年史』の記述をめぐって―」『早稲田大学大学院文学研究科紀要』第59号、早稲田大学大学院文学研究科、2014年2月、21-36頁、NAID 120005430694。
- 「講演 東京専門学校の講師と学生たち」『早稲田大学史記要』第45巻、早稲田大学大学史資料センター、2014年3月、107-147頁、NAID 120005430617。
- 「近代日本における動物と人間 ―鯨・犬・馬を題材として―」『早稲田大学大学院文学研究科紀要』第60号、早稲田大学大学院文学研究科、2015年2月、19-36頁、NAID 120005601680。
- 「東京専門学校における接続問題と大学昇格問題」『近代日本研究』第31号、慶應義塾福沢研究センター、2015年3月、73-108頁、NAID 120005556031。
- 「早稲田大学における編纂事業のこれまでとこれから 『早稲田大学百五十年史』にむけて」『早稲田大学史記要』第47巻、早稲田大学大学史資料センター、2016年2月、225-266頁、NAID 120005775053。
- 「『大隈重信信関係文書』の活用のために 利用者の立場から」『早稲田大学史記要』第48巻、早稲田大学大学史資料センター、2017年2月、109-126頁、NAID 120006227798。
- 「日本統治時代台湾の動物慰霊碑 ―畜魂碑・獣魂碑を中心に―」『早稲田大学大学院文学研究科紀要』第62号、早稲田大学大学院文学研究科、2017年3月、650-624頁、NAID 120006230441。
- 「「大隈祭」における講演活動 停滞は死滅である 大隈重信の生涯と人間像」『早稲田大学史記要』第49巻、早稲田大学大学史資料センター、2018年3月、41-70頁、NAID 120006469907。
- 「戦後台湾の動物慰霊碑 ―日本統治時代からの連続と断絶―」『早稲田大学大学院文学研究科紀要』第64号、早稲田大学大学院文学研究科、2019年3月、948-984頁、NAID 120006713470。

### 博士論文
- 「西村茂樹研究 明治啓蒙思想と国民道徳論」、早稲田大学、2009年10月14日、NAID 500000513451。